# Чемпіонат світу з трекових велоперегонів 2017 — медісон (жінки)
Змагання з медісону серед жінок на Чемпіонаті світу з трекових велоперегонів 2017 відбулись 15 квітня.

## Результати
Спортсменки здолали 120 кіл (30 км) з 12 спринтами.
| Місце | Ім'я                                              | Країна          | Очки | Кола відставання |
| ----- | ------------------------------------------------- | --------------- | ---- | ---------------- |
| 1     | Лотте Копецкі Жольєн Д'Ор                         | Бельгія         | 44   |                  |
| 2     | Елінор Баркер Емілі Нелсон                        | Велика Британія | 34   |                  |
| 3     | Емі Кюр Александра Менлі                          | Австралія       | 25   |                  |
| 4     | Марія Джулія Конфалоньєрі Ракеле Барб'єрі         | Італія          | 15   |                  |
| 5     | Ракель Шит Мікаела Драммонд                       | Нова Зеландія   | 14   |                  |
| 6     | Коралі Демай Лорі Бертон                          | Франція         | 5    |                  |
| 7     | Лісбет Ярелі Салазар Васкес Софія Арреола Наварро | Мексика         | 5    |                  |
| 8     | Кімберлі Забріс Кімберлі Ґейст                    | США             | 1    |                  |
| 9     | Марія Аверіна Діана Клімова                       | Росія           | 0    |                  |
| 10    | Лідія Гарлі Лідія Бойлан                          | Ірландія        | 0    |                  |
| 11    | Мен Чжаоцзюань Пан Яо                             | Гонконг         | −20  | −1               |
| —     | Анна Нагірна Оксана Клячина                       | Україна         | DNF  | DNF              |
| —     | Ярміла Махачова Лусіє Гохманн                     | Чехія           | DNF  | DNF              |
| —     | Катерина Петровська Поліна Пивоварова             | Білорусь        | DNF  | DNF              |
| —     | Дарія Пікулік Ніколь Плосай                       | Польща          | DNF  | DNF              |
| —     | Лора Браун Стефані Рурда                          | Канада          | DNS  | DNS              |